# フェラーリ・SF70H
フェラーリ・SF70H (Ferrari SF70H) は、スクーデリア・フェラーリが2017年のF1世界選手権参戦用に開発したフォーミュラ1カーである。
フェラーリのモータースポーツ参戦70周年にちなんで命名された。開発コードは「668」。

## 概要
2017年2月24日にフィオラノで正式発表された。
突起のついたフロントノーズが採用され、ホワイトのカラーリングのシャークフィンも装着されている。シャークフィンの後端には、メルセデス・F1 W08 EQ Power+でも採用された「Tウィング」も装着されている。サイドポンツーンの開口部は独特な形状をしており、横に広がって複雑な構造となっている。さらにその開口部の真上にも大きな穴が開けられている。これは、安全対策のために設置が義務づけられている側面衝撃吸収構造を、サイドポンツーン内部ではなく、空力付加物に収めて外出しにするというF1では過去に例のないソリューションを採用したためである。
毎年マシンに女性的な名前を付けているセバスチャン・ベッテルは、同車を「ジーナ (Gina)」と命名した。

## 2017年シーズン
ドライバーはベッテルとキミ・ライコネンのまま変更なし。
開幕前のテストから好調な走りを見せ、メルセデスの対抗馬として期待された。開幕戦オーストラリアGPでベッテルが2年ぶりの勝利を果たし、復調ぶりをアピールした。ベッテルは第3戦バーレーンGPでも勝利。第4戦ロシアGPの予選でベッテルが2年ぶりのポールポジションを獲得、9年ぶりのフロントロー独占となったが、決勝ではバルテリ・ボッタスに敗れた。第5戦スペインGPからカーナンバーの視認性の向上のためのレギュレーションの変更に伴い、1970年代の名車、312Tのオマージュのような字体になった。第6戦モナコGPは予選でライコネンが9年ぶりのポールポジション、決勝ではベッテルが勝ち、フェラーリにとって16年ぶりのモナコGP優勝とともに7年ぶりのワン・ツー・フィニッシュを果たした。高速サーキットでのレースが続くカナダGPからイギリスGPまでは、パワーに勝るメルセデスの後塵を拝することになったが、低速サーキットのハンガロリンクで行われたハンガリーGPは予選でフロントロー独占、決勝でワン・ツー・フィニッシュを飾った。
ここまではメルセデス優勢のレースでも粘り強い走りは見せていたが後半戦に入ると2016年に逆戻りしたかのような展開となる。ベルギーGPはルイス・ハミルトンに及ばず、ホームレースのイタリアGPはメルセデスの圧勝に終わり、ベッテルはここまで守ってきたランキング首位の座をハミルトンに明け渡した。シンガポールGPの予選ではメルセデス勢が苦しむ中ベッテルがポールポジションを獲得したが、決勝ではスタート直後にマックス・フェルスタッペンと接触してベッテルとライコネンの両者ともリタイアを喫し、ハミルトンの独走勝利を許してしまった。マレーシアGPはパワーユニットのトラブルに泣かされ、予選でベッテルが走行できず最下位スタートが確定し、決勝ではライコネンがスタートできずにリタイア。ベッテルは4位入賞でハミルトンとの差が広がるのを抑えたと思っていたら、ウイニングラン中にランス・ストロールと接触しマシンが大破してしまうなど散々な結果となってしまった。接触によるペナルティはなかったが、日本GPでもフリー走行でライコネンがクラッシュしてしまい、ギアボックスの交換が必要となったことによってグリッド降格。決勝はライコネンが5位入賞で意地を見せたものの、序盤にベッテルがマシントラブルでリタイアと悪い流れを断ち切れず、この時点でドライバーズタイトル争いではハミルトンに決定的な差を付けられ、ベッテルの自力でのチャンピオン獲得の可能性は消滅してしまった。コンストラクターズ争いではアジアラウンドでの失速が響き、アメリカGPでメルセデスの4年連続チャンピオンが確定した。そしてメキシコGPでベッテルはポールポジションを獲得したが決勝は4位に終わり、ハミルトンのタイトルが確定した。そんななか、第19戦ブラジルGPでベッテルが8戦ぶりに優勝。これによりベッテルはランキング2位を確定させた。
最終的には優勝5回、ポールポジション5回、ファステストラップ7回を更新するなど近年と比較すれば上々といえる成績ではあったが、フェラーリが終盤にトラブル続きで失速していたのに対し、メルセデスはこの年、ハミルトンが全戦入賞、ボッタスも1度のマシントラブルでのリタイア以外は全戦で完走しているなど信頼性の差が浮き彫りになったシーズンとなった。

## スペック

### シャシー
- シャシー名：SF70H
- モノコック：カーボンファイバー/ハニカムコンポジット構造
- ギアボックス：フェラーリ 縦置きギアボックス
- ディファレンシャル：サーボ制御式油圧リミテッドスリップディファレンシャル
- トランスミッション：セミオートマチック・シーケンシャル電子制御（クイックシフト）
- ギア：8速＋リバース1速
- ブレーキ：ブレンボ ベンチレーテッド式カーボンファイバーディスクブレーキ（前後）、ブレーキ・バイ・ワイヤ・リアブレーキ
- フロントサスペンション：プッシュロッド式トーションスプリング
- リアサスペンション：プルロッド式トーションスプリング
- 重量：728kg（ドライバー・燃料・冷却水を含む）
- ホイール：O・Z 13インチ（前後）
- タイヤ：ピレリ P-Zero

### エンジン
- エンジン名：フェラーリ 062
- 排気量：1,600cc
- 最高回転数 15,000rpm(レギュレーションで規定)
- ターボチャージャー：シングルターボ
- 燃料最大流量：100kg/h
- 燃料容量：100kg
- 気筒数・角度：V型6気筒・90度
- 口径：80mm
- ストローク：53mm
- バルブ数：24
- 燃料噴射方式：直噴（500bar）
- 燃料：シェル V-Power
- 潤滑油：シェル Helix Ultra

### ERS システム
- バッテリー出力：4MJ（1周あたり）
- MGU-K 出力：120kW
- MGU-K 最高回転数：50,000 rpm
- MGU-H 最高回転数：125,000 rpm

## 記録
| 年   | No. | ドライバー | 1   | 2   | 3   | 4   | 5   | 6   | 7   | 8   | 9   | 10  | 11  | 12  | 13  | 14  | 15  | 16  | 17  | 18  | 19  | 20  | ポイント | ランキング |
| 年   | No. | ドライバー | AUS | CHN | BHR | RUS | ESP | MON | CAN | AZE | AUT | GBR | HUN | BEL | ITA | SIN | MAL | JPN | USA | MEX | BRA | ABU | ポイント | ランキング |
| ---- | --- | ---------- | --- | --- | --- | --- | --- | --- | --- | --- | --- | --- | --- | --- | --- | --- | --- | --- | --- | --- | --- | --- | -------- | ---------- |
| 2017 | 5   | ベッテル   | 1   | 2   | 1   | 2   | 2   | 1   | 4   | 4   | 2   | 7   | 1   | 2   | 3   | Ret | 4   | Ret | 2   | 4   | 1   | 3   | 522      | 2位        |
| 2017 | 7   | ライコネン | 4   | 5   | 4   | 3   | Ret | 2   | 7   | 14† | 5   | 3   | 2   | 4   | 5   | Ret | DNS | 5   | 3   | 3   | 3   | 4   | 522      | 2位        |

- 太字はポールポジション、斜字はファステストラップ（key）
- † 印はリタイアだが、90%以上の距離を走行したため規定により完走扱い。